# Infodemiologie
Der Begriff "Infodemiologie" wurde durch Gunther Eysenbach 2002 geprägt und als Port[e]manteau oder Kofferwort aus Information und Epidemiologie gebildet.
Entsprechend der initialen Definition des Infodemiologen G. Eysenbach versteht man dabei unter Infodemiologie die Epidemiologie von (Fehl-)Informationen, um die Verbreitung von Gesundheitsinformationen bzw. von Fehlinformationen zu untersuchen und zu bewerten. Für die Gesundheitsforschung wurde ein methodischer Rahmen definiert, um die Verbreitung von Informationen in elektronischen Medien, wie dem Internet, als Forschungswerkzeug nutzbar zu machen. Die Anwendungsmöglichkeiten der infodemiologischen Forschungsmethode sind dabei nicht auf Gesundheitsinformationen beschränkt, sondern können auf unterschiedliche Forschungsbereiche ausgedehnt werden.
Im Rahmen der COVID-19-Pandemie und der resultierenden Informationsflut ("Infodemie") aus richtigen aber auch falschen Informationen in den (sozialen) Medien und dem Internet definierte die Weltgesundheitsorganisation (WHO) – abweichend von der Originaldefinition Eysenbachs – die Infodemiologie als eine Wissenschaft zum Management von Infodemien.
In Analogie zur Definition der epidemiologischen Überwachung (Surveillance) als Arbeitsbereich der Epidemiologie wurde die "Infoveillance" als ein Teilbereich der Infodemiologie etabliert, welcher online verfügbare Informationen für Surveillance und Trendanalysen nutzt. Der Begriff ist ein Port[e]manteau aus Information und Surveillance.